# Consolida staminosa
Consolida staminosa là một loài thực vật có hoa trong họ Mao lương. Loài này được P.H.Davis & Sorger mô tả khoa học đầu tiên năm 1982.